# Bavik
Bavik is een Belgisch biermerk dat gebrouwen wordt door Brouwerij De Brabandere te Bavikhove.
Er bestaan verschillende soorten bieren die worden gebrouwen door Brouwerij De Brabandere:
Er bestaan verschillende soorten bieren die worden gebrouwen door Brouwerij De Brabandere:
- Bavik Super Pils is een blonde pils en is het basisbier van de brouwerij. Het heeft een alcoholpercentage van 5,2%.
- Bavik Export is een blonde pils met een alcoholpercentage van 5%.
- Bavik Triple Bock is een tripel van hoge gisting met een alcoholpercentage van 3%.
- Bavik Pony-Stout is een donkere stout. Het heeft een alcoholpercentage van 5,2%.

Bavik brouwt ook nog twee tafelbieren (of “dinner beer”, zoals op de flesjes staat):
- Bavik Blond is een blond tafelbier met een alcoholpercentage van 1,5%.
- Bavik Faro is een donker tafelbier met een alcoholpercentage van 1,5%.

Eén witbier:
- Bavik Super Wit is een witbier met een alcoholpercentage van 5%. Het werd in 2021 op de markt gebracht.

Tot slot was er nog een Bavik-alcoholvrij bier:
- Fancy is een laagalcoholisch bier met een alcoholpercentage van 0,5%.